# Simon van Tarente
Simon van Tarente (Koninkrijk Sicilië, 12e eeuw) was een Normandische baron uit het Huis Hauteville. Hij leefde in het Normandische koninkrijk Sicilië dat zijn familie bestuurde. Hij was prins van Tarente op het Siciliaanse vasteland van 1148 tot 1154. 
Hij werd ook genoemd Simon van Hauteville, in het Italiaans Simone d'Altavilla, of Simon Tancredi, naar de stamvader Tancred van Hauteville.

## Levensloop

Prinsdom Tarente (donkergroen) binnen het Normandische koninkrijk Sicilië (groen), in 1154

Simon was een natuurlijke zoon van koning Rogier II van Sicilië, in een relatie met een van zijn maîtresses. Rogier II beleende hem in 1148 met het prinsdom Tarente. Tot dan was het Rogiers vierde zoon Willem die prins van Tarente was. Naast de prinselijke titel van Tarente werd Simon ook benoemd tot princeps Teioredum; over deze tweede prinselijke titel werd verder niets meer gehoord.
In 1154 werd diezelfde Willem koning van Sicilië onder de naam Willem I en dit na de dood van Rogier II. Koning Willem I pakte datzelfde jaar het prinsdom Tarente van Simon af zodat Tarente rechtstreeks onder de Kroon viel. 
Simon had wraakgevoelens naar het Huis Hauteville, waarvan hijzelf nochtans een afstammeling was. In 1160 smeedden verschillende misnoegde Normandische baronnen de moordaanslag op kanselier en grootadmiraal Maio. Het was Matteo Bonèllo, de aanvoerder van de opstand, die Maio doodde in Palermo. Op het kasteel van Matteo Bonèllo in Caccamo, nabij Palermo, kwamen de edelen samen om vervolgens een staatsgreep te plannen. In maart 1161 bestormden zij het koninklijk paleis van Palermo en sloten Willem I op in een cel. Niettegenstaande diens oudste zoon Rogier IV van Apulië werd rondgedragen als nieuwe koning, smeedde Simon plannen om zelf op de troon te komen. Hij had hiervoor slechts de steun bekomen van Walter Offamilio, aartsdiaken van Cefalù. Prelaten zoals Romualdus II Guarna en Richard Palmer jutten het volk van Palermo zodanig op dat het volk zich keerde tegen de samenzweerders. Willem I kwam vrij uit de cel en organiseerde een repressie. 
Simon vluchtte met andere edelen naar het kasteel van Caccamo. Hij ontving van Willem I, na onderhandelingen, de ballingschap als straf. Het is verder onduidelijk waar en wanneer hij stierf.
Na de dood van Willem I (1166) wou Manuel I Komnenos, keizer van Byzantium, wel het een en ander forceren op de koningstroon van Sicilië, met hulp van een familielid Hauteville. Volgens sommige historici ging het hier om Simon, volgens andere historici niet. Dit leidde naar niets. Het was de minderjarige Willem II die door aartsbisschop Romualdus II Guarna tot koning werd gekroond (1166).